# Montéléger
Montéléger là một xã thuộc tỉnh Drôme trong vùng Auvergne-Rhône-Alpes đông nam nước Pháp. Xã Montéléger nằm ở khu vực có độ cao trung bình 109 mét trên mực nước biển.